# Группа Дзиги Вертова
Группа Дзиги Вертова (фр. Groupe Dziga Vertov) была основана примерно в 1969 году политически активными режиссёрами, в том числе Жан-Люком Годаром и Жан-Пьером Гореном. Их фильмы определяются прежде всего брехтовскими формами, марксистской идеологией и отсутствием личного авторства. Группа просуществовала до 1972 года.
Фильмы «Дзиги Вертова» тяжелы для восприятия из-за отсутствия сюжета, сложной звуковой структуры и нагромождения противоречивых политических рассуждений, и не были рассчитаны на кассовый успех.

## История
Корни проекта начались с расширения сотрудничества Годара с другими политически мотивированными кинематографистами, такими как групповой проект Cinetracts, незавершенный фильм 1968 года «One A.M.», снятый с Пеннебейкером и «British Sounds» Анри Роже. Со временем Годар и Горин официально начали создавать фильмы под названием «Группа Дзиги Вертова», названного в честь советского кинорежиссёра 1920-30-х годов Дзиги Вертова (1896—1954).
По словам Годара, группа была создана с намерением делать политическое кино политически. Название «Дзига Вертов» — было выбрано «не затем, чтобы осуществлять программу Вертова, а затем, чтобы поднять его как знамя против Эйзенштейна, который, если разобраться, уже был режиссёром-ревизионистом, в то время как Вертов в начале большевистского кино выдвинул совсем другую теорию. Она заключалась в том, что надо просто открыть глаза и познавать мир во имя диктатуры пролетариата».
Обычно им приписывают создание четырёх фильмов:
- 1970 Pravda
- 1970 Le Vent d’est (Ветер с востока)
- 1971 Luttes en Italie (Борьба в Италии), первоначально Lotte in Italia.
- 1971 Vladimir et Rosa (Владимир и Роза)

В конечном итоге проект закрылся вскоре после завершения работы над фильмом «Владимир и Роза» 1971 года, во многом отталкивавшегося от разоблачения процесса «Чикагской восьмёрки» как фарсового политического судилища.

## Наследие
Вслед за последним фильмом, снятым под названием группы, Годар и Горен вместе сняли ещё два фильма в 1972 году: «Письмо Джейн» и «Все в порядке». Ещё один фильм был снят в Палестине до распада группы под названием Jusqu'à la victoire. Он не был завершен — герои фильма и члены Организации освобождения Палестины были убиты вскоре после того, как были сняты первые кадры. Жан-Люк Годар позже использовал существующий материал в качестве основы для своего фильма 1976 года Ici et ailleurs («Здесь и в других местах»). В фильме Годар и его жена Анн-Мари Мьевиль деконструируют его и Горен методы создания Jusqu'à la victoire и, в свою очередь, ставят под сомнение методы и манифест группы Дзиги Вертова в целом.